# Tomislav Milićević
Tomislav Milićević (Kruševac, 21 settembre 1940 – Belgrado, 24 ottobre 2024) è stato un calciatore jugoslavo, di ruolo difensore. Negli Stati Uniti d'America era noto con il nome Tom, mentre in Serbia come Toma.

## Carriera

### Calciatore
Di ruolo terzino sinistro, dal 1960 al 1968 militò nella Stella Rossa di Belgrado, sodalizio con cui si aggiudicò i campionati 1963-1964 e 1967-1968 e due coppa di Jugoslavia. Con la Stella Rossa giocò anche un incontro nel primo turno nella Coppa dei Campioni 1960-1961, perso contro l'Újpest.
Lasciata la Jugoslavia per gli Stati Uniti d'America, militò nel Chicago Mustangs nella stagione 1968, raggiungendo il secondo posto della Lakes Division.
Nonostante le offerte ricevute per rimanere a giocare in America, tornò in patria per giocare nel Maribor e nel Radnički Kragujevac, con cui giocò altre due stagioni nella massima serie jugoslava. Terminò la carriera agonistica in Francia al Gazelec Ajaccio.

### Allenatore
Lasciato il calcio giocato, divenne dapprima assistente di Miljan Miljanić per il settore difensivo e poi allenatore delle giovanili della Stella Rossa per 32 anni, scoprendo e lanciando atleti come Dejan Stanković, Boško Janković, Dušan Basta, Goran Drulić, Marko Pantelić, Nikola Lazetić, Ognjen Koroman, Nenad Lalatović e Zoran Urumov.
Il suo lavoro nelle giovanili della Stella Rossa fu intermezzato da due esperienze in Kuwait, dal 1985 al 1989 e dal 1993 al 1997.
Lasciati i bianco-rossi, fondò una scuola calcio chiamata con la denominazione in italiano di "Stella Rossa", in omaggio ai molti giocatori serbi da lui formati che hanno militato in Italia.

## Palmarès
- Campionato jugoslavo: 2

Stella Rossa: 1963-1964, 1967-1968
- Coppa di Jugoslavia: 2

Stella Rossa: 1963-1964, 1967-1968